# Roel van de Sande
Roel van de Sande (Best, 10 juli 1987) is een voormalig Nederlands profvoetballer die als middenvelder speelde.
In de jeugd speelde hij voor Best Vooruit, PSV en FC Eindhoven. Bij FC Eindhoven haalde hij de hoofdmacht, maar daar speelde hij in twee seizoenen maar twee wedstrijden. Van de Sande maakte zijn debuut in het betaalde voetbal op 10 februari 2006 tegen BV Veendam. In het seizoen 2014-2015 maakte hij de overstap van FC Oss naar Helmond Sport. In 2016 ging hij naar RKC Waalwijk dat hem in het seizoen 2017/18 verhuurde aan FC Oss. Aan het  einde van  het seizoen 2017/2018 nam hij afscheid als professioneel voetballer en maakte de overstap naar  OJC Rosmalen (voetbal). In maart van  2021 maakte hij bekend mede door verhuizing van Wijchen (plaats) naar Best, OJC Rosmalen te verlaten en  voor Best Vooruit  te gaan spelen. Van de Sande  heeft sinds januari 2015  zijn eigen bedrijf genaamd GoeieBal een Sportmarketing adviesbureau. 

## Carrière
| Seizoen | Club          | Wedstrijden | Doelpunten | Competitie     |
| ------- | ------------- | ----------- | ---------- | -------------- |
| 2005/06 | FC Eindhoven  | 1           | 0          | Eerste divisie |
| 2006/07 | FC Eindhoven  | 1           | 0          | Eerste divisie |
| 2007/08 | TOP Oss       | 1           | 0          | Eerste divisie |
| 2008/09 | TOP Oss       | 25          | 0          | Eerste divisie |
| 2009/10 | FC Oss        | 15          | 0          | Eerste divisie |
| 2010/11 | FC Oss        | 26          | 1          | Topklasse      |
| 2011/12 | FC Oss        | 30          | 1          | Eerste divisie |
| 2012/13 | FC Oss        | 31          | 3          | Eerste divisie |
| 2013/14 | FC Oss        | 27          | 1          | Eerste divisie |
| 2014/15 | Helmond Sport | 34          | 1          | Eerste divisie |
| 2015/16 | Helmond Sport | 30          | 5          | Eerste divisie |
| 2016/17 | RKC Waalwijk  | 24          | 1          | Eerste divisie |
| 2017/18 | FC Oss        | 8           | 0          | Eerste divisie |
| Totaal  |               | 252         | 13         |                |

1 Havekotte  ·
2 Miguel ·
3 Mac-Intosch ·
4 Lambrix ·
5 Van Bost ·
6 Van Rooijen ·
7 Slagveer ·
8 Esajas ·
9 Wildeboer ·
10 Korte ·
11 Remans ·
13 Entius ·
14 Van der Werff ·
16 Van Herk ·
17 Hinoke ·
18 Touré ·
18 Erkan ·
19 Markx ·
20 Troupée ·
21 Cox ·
22 Hernández ·
22 Bernadina ·
23 Vianello ·
26 Kuijpers ·
27 Remie ·
29 Niekel ·
30 Krijestarac ·
30 Overmars ·
30 Geneste ·
31 Zitman ·
39 Allemeersch ·
75 Zimmerman ·
Coach: Ultee
· Assistent-coach: Van de Haar
· Assistent-coach: El Idrissi
· Assistent-coach: Lim
· Keeperstrainer: Buitenkamp